# Isaac Bersuker
Isaac Bersuker (n. 12 februarie 1928) este un chimist, biochimist și fizician moldovean, evreu de origine,  membru al Academiei de Științe a Moldovei (1989). Din 1993 trăiește si activează în S.U.A.

## Biografie
- S-a născut la Chișinău, în familia unui lemnar și a unei gospodine casnice ca unul dintre 4 copii. A absolvit școala primară evreiască (heder)la Chișinău, iar ulterior într-o școală de meserii, finanțată de organizația sionistă internațională Joint.

În anii războiului s-a aflat împreună cu mama în evacuare în Azerbaidjan, unde a lucrat într-un colhoz. În anul 1945 familia s-a întors la Chișinău, Issak a absolvit aici școala serală, a învățat iarăși la o școală de meserii, iar în anul 1947 a fost admis la facultatea de științe fizico-matematice a Universității din Chișinău. 
După absolvire, în anul 1952 a dat admiterea la doctorantura ("aspirantura") Universității de Stat din Leningrad, unde printre altele a audiat cursurile eminentului savant Vladimir A. Fock. În anul 1953 a fost repartizat la muncă pedagogică la Institutul învățătoresc de la Soroca, iar după desființarea acestuia, în anul 1954 a trecut la Institutul pedagogic din Bălți. În acești ani a terminat teza de doctor (candidat în științe), pe care a susținut-o cu brio în anul 1957, iar în anul 1963 a susținut teza de doctor în științe fizico-matematice la aceeași Universitate din Leningrad.
- În anul 1959 a fost primit la lucru la Institutul de chimie al filialei din Moldova al Academiei de științe din URSS, unde a creat un grup de cercetare în domeniul chimiei cuantice. În anul 1964, fiind susținut de academicianul Anton Ablov a condus secția de chimie cuantică a aceluiași institut (din anul 1977- laboratorul de chimie cuantică). A fost șeful al acestui laborator până în anul 1993.
- Din anul 1993 se află în SUA ca visiting professor la Universitatea Texas din Austin, profesor la facultatea de chimie și biochimie, precum și profesor cercetător la Institutul de chimie teoretică (Institute for Theoretical Chemistry).

## Creația științifică
Domeniul principal al cercetărilor sale ține de efectul și pseudoefectul Jahn-Teller, efectul Renner-Teller, și  interacțiile vibronice, precum și de domeniul compușilor coordinativi. A propus în anii 1960-1964 un model, care a fost confirmnat experimental în anul 1972 pentru despicarea cuantică a nivelelor de energie a sistemelor cu un număr mare de atomi, în stări cu degenerare electronică. Aceste sisteme poartă denumirea de sisteme Jahn-Teller. Isaak Bersuker este autorul a 12 monografii, editate în URSS, inclusiv în Republica Moldova,  și SUA, reeditate în câteva rânduri.
Viața personală
- Soția: Lilia Bersuker (1930-2003), chimistă
  - Fiu: Ghenadie Bersuker ( SEMATECH,Austin, SUA), doctor în științe fizico-matematice, specialist în domeniul fizicii semiconductorilor.
    - Nepot: Kiril Bersuker, biochimist și biolog molecular.

Decorații și distincții
- Este decorat cu 
  - Ordenul de onoare al Republicii Moldova
  - Medalia Ciuguev a Academiei de științe din Rusia
  - Medalia Ben-Gurion a meritului științific (Israel, 2005)
  - Laureat al Premiului de Stat din RSSM în domeniul științei și tehnicii
  - Membru corespondent al Academiei de științe din RSSM (1972)
  - Membru titular al Academiei de științe din RSSM (1989)

#### Discipoli
- Ion Ogurțov

Legături externe
- Aniversarea de 75 de ani de la naștere